# Само за смех
Само за смех (фр. Juste pour rire) је ТВ комедија настала по узору на канадски Just for laughs фестивал који се одржава сваке године у Монтреалу и Квебеку. Идеја за ову скривену камеру настала је у Великој Британији почетком деведесетих година. Сам назив је постао бренд, те се данас снима више емисија на различитим локацијама у свету под истим окриљем. Поред Британске верзије која је поново оживљена 2003. године и до данас остала међу топ 5 комедијских програма у Великој Британији, постоје и сестринске верзије које се снимају у Канади (Just for laughs gags) и Северној Ирској (Just for laughs).

## Емисија
Емисија се састоји од низа скечева који затичу обичне људе у необичним ситуацијама које су одигране од стране комедиографа који редовно глуме. Реакције људи се снимају скривеним камерама, али се дијалози не чују, већ само музика монтирана у продукцији. Управо је због овога емисија доживела огроман успех широм света јер није потребан превод нити познавање језика да бисте се насмејали. Скечеви у емисијама се обично мешају, те често није могуће разликовати на којој су локацији снимани јер је стил емисија исти. Честа локација за снимање је и Мексико.
Телевизије задужене за продукцију емисије су Би-Би-Си (Велика Британија), CBC (Канада), Comedy network (Канада), Irish Comedy Channel (Северна Ирска).